# Jiří Málek
Jiří Málek (* 7. září 1959 Polička) je český chemik a vysokoškolský pedagog, v letech 2006 až 2010 a opět v letech 2018 až 2022 rektor Univerzity Pardubice.

## Život
Absolvoval obor anorganická chemie na původní Vysoké škole chemicko-technologické v Pardubicích (získal titul Ing.). Dlouhou dobu působil jako vědecký a výzkumný pracovník na Katedře anorganické chemie VŠCHT v Pardubicích (nyní Univerzita Pardubice) a ve Společné laboratoři chemie pevných látek (nyní Ústav makromolekulární chemie Akademie věd ČR).
V roce 1997 byl jmenován docentem, v roce 2000 získal vědeckou hodnost DrSc. (doktora chemických věd) a o dva roky později byl jmenován profesorem pro obor fyzikální chemie. Střídavě působil několik let na zahraničních školách po celém světě (Universidad Hispalense ve španělské Seville, Universitat Politécnica de Catalunya ve španělské Barceloně a National Institute for Material Science v japonské Cukubě).
Vědecky a pedagogicky působí na Katedře fyzikální chemie Fakulty chemicko-technologické Univerzity Pardubice. Věnuje se zejména studiu kinetiky procesů v pevné fázi a strukturním relaxacím nekrystalických materiálů. Podílí se na výuce ve specializaci a vedení diplomových a disertačních prací. Je autorem řady publikací v mezinárodních odborných časopisech. Vystupuje na konferencích, je členem několika zahraničních vědeckých rad a odborných společností, několika vědeckých rad fakult univerzit i jiných vysokých škol. Pracuje také jako recenzent pro několik zahraničních odborných časopisů.
Je uveden ve Stanfordském celosvětovém seznamu 2% nejcitovanějších vědců (kumulativně za celou jejich dosavadní
dráhu).
Jiří Málek je ženatý a má dvě dcery, žije ve městě Pardubice.

## Akademické funkce, politická angažovanost
V letech 2000 až 2003 byl pověřen zastáváním funkce prorektora pro vnější vztahy a rozvoj Univerzity Pardubice, v letech 2003 až 2004 prorektorem pro výzkum a vnější vztahy a v období let 2005 až 2006 prorektorem pro vědu a zahraničních vztahy. V listopadu 2005 byl zvolen rektorem Univerzity Pardubice. V lednu 2006 jej do funkce jmenoval prezident Václav Klaus, a to s účinností od února 2006. Funkci zastával do konce ledna 2010.
Ve volbách do Senátu PČR v roce 2010 kandidoval jako nestraník za Věci veřejné v obvodu č. 43 – Pardubice. Se ziskem 18,20 % hlasů skončil na 3. místě.
V říjnu 2017 byl opět zvolen rektorem Univerzity Pardubice. Na konci ledna 2018 jej do této funkce jmenoval prezident Miloš Zeman, a to s účinností od 1. února 2018. Funkci zastával do konce ledna 2022, kdy jej v ní vystřídal Libor Čapek.